# 9488 Huia
9488 Huia (9523 P-L) là một tiểu hành tinh vành đai chính.